# Galatea sferelor
Galatea sferelor este o pictură suprarealistă, în ulei pe pânză,  realizată în 1952 de pictorul spaniol Salvador Dalí. O înfățișează pe Gala Dalí⁠(d), soția și muza lui Salvador Dalí, asamblată printr-o serie de sfere dispuse într-o matrice continuă.
Numele Galateea se referă la o nimfă a mării din mitologia clasică, renumită pentru virtutea sa și poate face refere și la statuia îndrăgită de creatorul ei, Pygmalion.

## Descriere
Măsurând 65,0 x 54,0 cm, tabloul înfățișează bustul Galei compus dintr-o matrice de sfere aparent suspendate în spațiu. Reprezintă o sinteză a artei renascentiste și a teoriei atomice și ilustrează discontinuitatea supremă a materiei, sferele reprezentând ele însele particule atomice.

## Motivația lui Dalí
Dalí a fost foarte interesat de fizica nucleară de la primele explozii ale bombei atomice din august 1945 și a descris atomul ca fiind „hrana sa preferată pentru gândire”. Recunoscând că materia era alcătuită din atomi care nu se atingeau între ei, a căutat să reproducă acest lucru în arta sa de la acea vreme, cu obiecte suspendate și care nu intrau în contact unele cu altele, cum ar fi în Madonna din Port Lligat. Acest tablou a fost, de asemenea, simbolul încercării sale de a reconcilia credința sa reînnoită în catolicism cu fizica nucleară.  Prietenul său, pictorul Antoni Pitxot⁠(d), și-a amintit că Dalí avea un mai respect pentru profunzimea perspectivei din pictură și pentru sferele pe care le pictase.
Dalí a dorit ca acest tablou să fie expus pe un șevalet, care fusese deținut de pictorul francez Jean-Louis-Ernest Meissonier⁠(d), într-o suită de trei încăperi numită Palatul Vânturilor (numit după tramontana ) din Teatrul și Muzeul Dalí în Figueres. Rămâne expus acolo până astăzi. A fost transportat și expus la National Gallery of Victoria din Melbourne în 2009, împreună cu multe alte picturi ale lui Dalí din expoziția Liquid Desire.